# RD-0110
Il RD-0110 è un motore a razzo a ossigeno liquido e kerosene in un ciclo a generatore di gas. Ha quattro ugelli fissi e l'uscita del generatore di gas è diretta a quattro ugelli secondari di vernier per il controllo vettoriale dello stage.

## Storia
L'RD-0107 è stato sviluppato nel periodo fra il 1960 e il 1961, basato sul motore del RD-0106 (GRAU Index: 8D715) cioè il motore che era montato sul SS-8 Sasin ICBM. Inoltre si sfruttò anche l'esperienza fatta sul campo con lo sviluppo del "Block-E" del Vostok RD-0105/RD-010. Il motore ha fatto il suo debutto nel 10 ottobre 1960 mentre l'ultimo è stato usato nel 22 ottobre 1967.
Una versione del motore del "Block-I"  che rispettasse la normativa riguardo l'human rating 3K Regulations Archiviato il 22 novembre 2013 in Internet Archive. era necessaria per il trasporto di equipaggio a bordo del Voschod. Durante il 1963 OKB-154 sviluppò il RD-0108 che mantenne le stesse caratteristiche del RD-0107 ma rispettando le regolazioni per il trasporto equipaggio.
Per il Block-I del Molniya-M, OKB-154 puntò il progetto verso l'affidabilità del motore. Questo progetto diede vita al RD-0110. Durante il test di certificazione ci fu un problema di instabilità ad alta frequenza durante la sequenza iniziale di accensione. Ma fu risolto installando degli anelli di feltro longitudinali nella camera di combustione. Lo sviluppo del RD-0110 durò nove mesi. Questo motore è stato usato anche nel terzo stage della Sojuz in tutti i modelli fino al RD-0124. Questo motore ha accumulato finora 1350 voli, con più di 336,500s di tempo di accensione e vola ancora diverse volte l'anno.

## Design
Il RD-0110 è stato progettato nel periodo in cui  KbKhA iniziò a progettare razzi spaziali. La semplicità e l'affidabilità erano le prerogative del design. Per questo motivo è stato scelto il design a singolo albero integrante la pompa LOX, la pompa RG-1 e turbina. Per fornire un'aspirazione accettabile, la turbopompa del RD-0110 ha una doppia insenatura progettata con giranti centrifughe. Questo gli permette di lavorare con basse pressioni d'ingresso senza richiedere una booster pump addizionale. La turbina è guidata da un motore a ciclo a generatore di gas. L'accensione di entrambi i generatori di gas e la camera di combustione avviene attraverso strumenti pirotecnici. Il controllo del motore è gestito da un regolatore, un acceleratore e un set di valvolre. Può accelerare fra il 100% e il 90.5% con la possibilità di arrivare al 107% in caso di emergenza.
Durante lo sviluppo, si notarono delle instabilità nella combustione. Il problema era legato al sistema di iniezione. Fu risolto sviluppando un atomizzatore a bi-propellente centrifugo ottimizzato. Durante il test di certificazione, le instabilità di combustione ad alte frequenze erano ancora rilevabili. Nonostante l'inizio di instabilità fosse relativamente raro, fu fatto un grande sforzo per eliminare del tutto questo problema. La soluzione si trovò grazie a studi acustici e modellizzazione. Sei anelli di feltro combustibile longitudinali furono installati nella superficie interna della camera di combustione risolvendo definitivamente questo problema.
L'RD-0110 usa il carburante come liquido refrigerante (regen cooling). Come in molti altri progetti sovietici, usa metallo ondulato per la costruzione del rivestimento refrigerante. Anche la camera di propulsione e la sezione superiore dell'ugello usa metallo ondulato racchiuso fra strati di metallo interni e esterni. La sezione più bassa dell'ugello non ha lo strato esterno ricoperto per questioni di peso e quindi espone la superficie ondulata. Il tutto è in acciaio da costruzione. Date le temperature estreme generate nella sezione di gola, questa è in lega di rame con canali fresati e copertura esterna. Inoltre un sistema di raffreddamento separato che funziona attraverso canali circolari è montato a monte della sezione di gola.